# Aeroporto de Kalma
O Aeroporto de Kalma (IATA: WOS, ICAO: ZKWS) é um aeroporto civil e militar de uso duplo em Wonsan, Kangwon-do, Coreia do Norte. Um novo terminal internacional e rampa de passageiros foi aberto em setembro de 2015.

## História

### Guerra da Coreia
A Divisão da Capital do Exército da República da Coreia capturou o Aeródromo de Wonsan em 10 de outubro de 1950. Em 13 de outubro, o Major Field Harris, comandante da 1.ª Ala Aérea Marítima, voou para o aeroporto, seguido no dia seguinte por VMF-312 e outros elementos do Grupo de Aeronaves Marítimas 12. O aeródromo foi utilizado pelo Corpo de Fuzileiros Navais dos Estados Unidos e pela USAF sob a designação K-25. Em 12 de outubro, o Comando de Combate à Carga da USAF estava transportando suprimentos para o aeroporto.
As forças da ONU evacuaram Wonsan em dezembro de 1950. O aeródromo foi inutilizado para o restante da guerra pelo bloqueio de Wonsan.

### Modernização
Em julho de 2013, Kim Jong-un aprovou planos para uma reformulação completa do aeroporto, transformando-o em um aeroporto internacional para uso civil. O novo aeroporto foi projetado pelo escritório de arquitetura chinês PLT Planning & Architecture. O redesenho inclui dois terminais ovais de 36 mil pés quadrados, um servindo para vôos domésticos e o outro para vôos internacionais, cada um contendo seis portões e várias lojas duty-free. As pistas também seriam estendidas para 3.500 metros. A expectativa do custo era de duzentos milhões de dólares.
Em 24 de setembro de 2015, o primeiro voo civil comercial pousou no aeroporto de Wonsan como parte de uma excursão relacionada à aviação com trinta passageiros. As fotografias do voo inaugural revelam um edifício terminal muito redesenhado, acabando com o layout circular original de dois terminais. O novo terminal possui um único edifício em forma de L.
Foi dito que o aeroporto custou cerca de duzentos milhões de dólares para ser construído, com a maior parte do trabalho sendo realizada pelos militares. Em julho de 2015, o primeiro grande evento, uma exibição e concurso aeronáutico, ocorreu no aeroporto.
Em setembro de 2016, o Wonsan Air Festival ocorreu pela primeira vez, com a Força Aérea do Exército Popular Coreano e a companhia aérea norte-coreana Air Koryo exibindo várias de suas aeronaves. Uma segunda edição foi planejada para setembro de 2017, mas foi cancelada em meio a tensões internacionais.
A Asiana Airlines tornou-se a primeira companhia aérea estrangeira a operar no recém-reconstruído aeroporto de Wonsan. A Air Koryo operava anteriormente serviços de fretamento do aeroporto original de Wonsan para a Coreia do Sul antes do final da política de Sunshine.[carece de fontes?]
Em julho de 2018, um C-17 do 204.º Esquadrão Airlift da Força Aérea dos Estados Unidos registrou 55 casos de restos humanos em Wonsan. Pensa-se que estes são restos de militares americanos ou de outras Nações Unidas da Guerra da Coreia. O C-17 voou para a Base Aérea de Osan, na Coreia do Sul.

## Infraestrutura
O aeroporto de Wonsan tem duas pistas. Uma nova pista foi construída paralelamente à pista principal existente, com 375 metros de comprimento. A pista existente foi convertida em uma pista de táxi. Um novo terminal foi inaugurado em 2015 para permitir que o aeroporto atenda vôos comerciais de passageiros.